# Nikiti
Nikiti (griechisch Νικήτη (f. sg.)), auch Nikitas (Νικήτας (m. sg.)) ist eine Kleinstadt und Verwaltungssitz der Gemeinde Sithonia auf der Halbinsel Chalkidiki in der griechischen Region Zentralmakedonien. Sie bildet zusammen mit dem Dorf Elia den gleichnamigen Stadtbezirk Nikiti. Nikiti liegt am Übergang der Nordküste des Toronäischen Golfs zur Westküste der Halbinsel Sithonia, ca. 23 km nördlich von Neos Marmaras, 39 km östlich von Nea Moudania und ca. 110 km südöstlich von Thessaloniki.
Nikiti selbst hat 2.711 Einwohner und besteht aus zwei miteinander verwachsenen Ortsteilen, welche durch die Hauptverkehrsstraße nach Sithonia und Ostchalkidiki geteilt werden. Das ursprüngliche Dorf liegt am Hügel landeinwärts etwa zwei Kilometer vom Meer entfernt. Der neuere Dorfteil erstreckt sich von der Hauptverkehrsstraße bis an das Meer.

## Geschichte
Auf dem Gebiet von Nikiti (nach anderen Angaben Neos Marmaras) befand sich in der Antike die Ortschaft Galepsos. Sie wurde im 8. Jahrhundert vor Christus von Siedlern aus Euböa gegründet. Im 5. Jahrhundert vor Christus wurden aus Galepsos Menschen zum Dienst in der persischen Armee rekrutiert. Nach der Niederlage Persiens in den Perserkriegen war Galepsos wie viele andere Städte der Chalkidiki Mitglied des Attischen Seebundes. 423 vor Christus erfolgte der Austritt aus dem Attischen Seebund; viele Bewohner von Galepsos siedelten in das aufstrebende Olynthos um. Galepsos hat spätestens in römischer Zeit seine Existenz beendet. In spätantiker Zeit existierte auf dem Gebiet von Nikiti eine Siedlung mit dem Namen Agios Georgios. Von dieser Siedlung ist eine frühchristliche Basilika in Teilen noch erhalten.

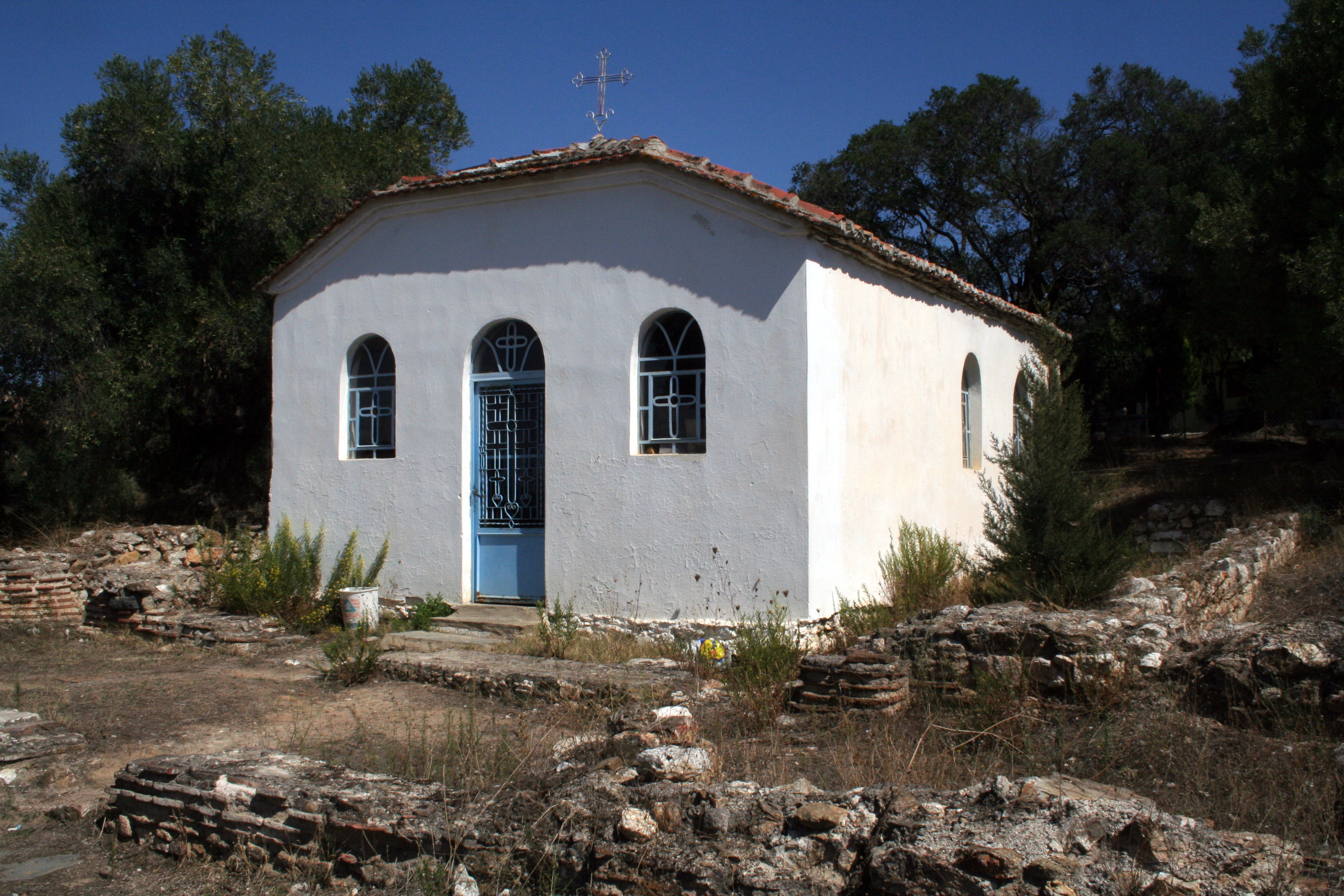
Agios Georgios auf den Grundmauern einer frühchristlichen Basilika

Im 13. Jahrhundert gehörte die Gegend um Nikiti zu verschiedenen Klöstern des „heiligen Berges“ Athos. Im 14. Jahrhundert wird erstmals wieder eine kleine Siedlung mit dem Namen Neakitou erwähnt. 1821 wurde Nikiti im Rahmen der Kämpfe des griechischen Unabhängigkeitskrieges von der osmanischen Besatzungsmacht zerstört, zwischen 1822 und 1827 wieder aufgebaut.

## Wirtschaft
Die Einwohner Nikitis beziehen ihr Einkommen heute vor allem aus dem Tourismus. Die vormals alles andere überragende Landwirtschaft – insbesondere die Imkerei – hat an Bedeutung deutlich verloren, wird aber fortgesetzt durchgeführt.
Nikiti ist der Endpunkt der alljährlich einmalig stattfindenden Durchschwimmung des Toronäischen Golfs, welcher in Kallithea auf Kassandra beginnt (Entfernung Luftlinie 24 km).